# Dominique Willaert
Dominique Willaert (1968) is een Belgisch activist, opiniemaker, auteur, scenarist en theater- en filmmaker.
In 1995 was Willaert een van de stichters van theatermakers De Figuranten in Menen. In 2002 richtte hij op uitnodiging van Dirk Pauwels de sociaal-artistieke werkplek Victoria Deluxe op, waarvan hij tot en met mei 2022 actief was als artistiek leider.
Als activist is of was Willaert betrokken bij Hart boven Hard, het Gents Solidariteitsfonds en de 8 mei-coalitie. In 2019 droeg Groen Lievegem Willaert voor als onafhankelijk expert in het bijzonder comité voor de sociale dienst en droeg de Gentse PVDA-fractie Willaert voor als onafhankelijk vertegenwoordiger in de raad van bestuur van de kunst- en designmusea van de stad. In mei 2019 onderschreven Willaert en verschillende andere bekende Vlamingen een oproep om op Peter Mertens en de PVDA te stemmen bij de verkiezingen. Willaert ontving in 2020 de Curieus Lievegem-prijs.
In 2020 bracht hij bij uitgeverij EPO het boek Laten we beginnen uit, over hoe jongeren de toekomst proberen vorm te geven. In 2022 volgde bij dezelfde uitgeverij Dansen op een ziedende vulkaan – Een onderzoek naar het onbehagen en de woede in onze cultuur. Willaert onderzoekt in dit boek de oorzaken en gevolgen van het groeiende onbehagen in de westerse cultuur. Hij formuleert ook suggesties voor mogelijke veranderingen. Op 26 september 2023 bracht hij het boek Niet alles maar veel begint bij luisteren – Een verslag uit de Denderstreek uit.

## Filmografie
- Iets korter alstublieft (2011) (co-regie)
- Offline (2012) (scenario)
- cRISEs up (2013) (regie)
- De wet van het dorp (2013) (co-regie)
- Somer (2016) (scenario en regie)